# Anna i Holta
Anna i Holta eller Anna i Holte, död 4 juli 1669 i Marstrand, var en av de åtalade för häxeri under det stora oväsendet. Det var hennes fall som inledde häxprocesserna under det stora oväsendet i Bohuslän.  Anna är känd som det första offret för häxprocesserna i Bohuslän under det stora oväsendet, och målet mot henne utlöste häxprocesserna i detta landskap, som slutade med åtal mot omkring 50 personer innan processen var över. 
Hon anklagades för att ha orsakat impotens med hjälp av trolldom. Under förhör utpekade hon flera medbrottslingar, bland dem Ragnill Jens Svenses, som i sin tur utpekade fler, något som utlöste det stora oväsendet i Bohuslän. Själv avled hon dock i fängelset innan hon kunde avrättas. 

## Biografi
Anna i Holta var bosatt i eget hus i Marstrand. Hon var syster till Margareta Sven Snickers

### Anklagelser
Den 8 juni 1669 anmälde Söfren Muremester, en anställd vid Marstrands fästning, Anna i Holte för trolldom för rådstugans president Lars Roman. 
Enligt anmälan hade Anna nyligen kommit hem till Söfren där han låg i sin säng och strukit över hans penis:
"om en afton där Söfren låg uti sin säng, inkommen i hans hus, gick fram till sängen och stack sin hand i hans barm och strök neråt över hans bara liv och på hans hemliga lem, och skämtade något med honom. Bland annat sade hon, att hon skulle taga snoppen ifrån honom. Och i detsamma gick hon ut av Söfrens stuga, och mötte så hans kvinna i dörren. Då sade Anna till henne: "Nu war iagh inne och togh snoppen ifrån mannen din." - "Dee skall du få Skam före". sade Söfrens kvinna."
Efter hennes besök uppgav Söfren att han blev impotent. Han hade då gått hem till Anna och hotade henne om hon inte gav tillbaka det hon tog. Hon hade då svarat att hon inte hade tagit något ifrån honom och heller inte kunde göra det, och sade åt honom att gå hem. Därefter gick hans hustru till Anna och bad om samma sak. Hon fick samma svar av Anna. Samma natt gick dock Anna ändå hem till Söfren och frågade om han tänkte ljuga om henne. När han svarade att det inte vore en lögn, kände hon honom återigen på hans penis, varefter hans impotens blev botad.
Anna i Holta kallades till rätten och nekade inte till att hon hade besökt Söfren och rört vid hans penis, men nekade till att hon hade gjort honom impotent genom trolldom och förklarade att han inte hade varit impotent när hon rörde vid honom den andra gången, och hon alltså inte hade gjort honom frisk heller. Hon blev därefter gripen och fängslad. 
Den 10 juni lade flera vittnen fram anklagelser mot Anna i Holta för trolldom. 
Signe Larsdotter påstod att Anna hade lovat henne ont då hon vägrat låna Anna jäst, och att Sigrids dotter strax därefter blivit sjuk. 
Malin i Lunden beskyllde Anna i Holta för att ha blåst ut elden för henne då hon bakade, och för att ha försökt riva hennes dotter i strupen i skepnad av en katt. 
Kirstin Anders Mölners hävdade att Anna år 1661 hade orsakade Kirstins makes dödliga sjukdom sedan han hade förolämpat Anna. 
Bengdta Lars Spelemands beskyllde Anna i Holta för att ha lovat hennes make Lars Spelemand "en Fanens färd" efter en konflikt, varefter han hade drunknat då hans båt förliste medan Annas systerson var ombord och var den enda överlevande.  
Den 21 juni kom ytterligare vittnesmål. Per Esbiörnssens kvinna Ingier Persdotter uppgav att hon hade bryggt brännvin i hemlighet men att Anna ändå vetat om det och kommit till henne och gett henne uppdraget att brygga åt henne, och därefter hade Ingier alltid haft tur i sin bryggeriverksamhet. 
Detta skilde sig från häxprocesserna i övriga Sverige under stora oväsendet, som snarare cirklade kring bortförande av barn till Blåkulla.
Anna i Holta uppmanades att bekänna sin synd frivilligt, så skulle man avstå från tortyr. Hon nekade dock till allt "och det med store eder och bepliktelser stadfäste, så att man sig där över måtte gruva och förundra".  
När kyrkoherden Lars Paschatium misslyckades med att övertala henne, gavs order om att hon skulle utsättas för vattenprovet.

### Angivelse
Den 22 juni blev Anna i Holta tre gånger kastad i vattnet av bödelen, och "kunde icke sjunka. Utan blev flytande som en svan".  
Anna i Holta angav fem dagar senare Ragnill Jens Svenses, som i sin tur angav en rad personer, bland dem Malin Ruthz. 
Anna erkände inte själv att hon var häxa, men utpekade Ragnille för att vara det. 
Den 27 juni sade Anna till sin piga, när hon kom till fängelset med hennes middag: "därsom Ragnille Jens Swensis idag icke bliver fasttagen, så rymmer hon fanen i våld, ty hon är en arg trollkona, och där som övrigheten icke låter taga henne fast, får de aldrig nåd hos Gud".   
Detta resulterade i att Ragnille Jens Swenses greps för häxeri. 
Den 28 juni tillfrågades Anna i Holta varför hon hade utpekat Ragnille Jens Swenses. Hon svarade att hon inte hade fått en skäppa malt av Ragnille som hon hade bett om och att hon kunde motta sakramentet på att Ragnille var skyldig som hon eftersom hon alltid varit lika ökänd som hon själv. Detta var dock så långt hon ville gå i sin bekännelse. 
Den 1 juli uppmanade hon återigen att bekänna, men hon hävdade ännu en gång sin oskuld. När hon återigen frågades varför hon pekat ut Ragnille svarade hon att "Ragnille hade lovat henne en fanens färd, och den haver hon nu fått". 
Clement Wächtere uppgav inför rätten att Ragnille hade försökt gömma sig under arrestering på Eric Anderses dass. Ragnille sade att hon inte gömt sig utan endast hade urinerat, och nekade till anklagelserna. 
Ragnille konfronterades med Anna och kallade henne en Satans lem som ljög på henne och hade förgjort Ingierd Persdotters man, Hans Clausen; Anna kallade henne en "Trulldiefuell", medan Ragnille nekade och sade att Anna hade djävulen under sin tunga.  
Ragnille nekade till att hon besökt Anna på många år. Anna svarade att den ena djävulen knappast var rädd för den andra och uppmanade rätten att sätta Ragnille på samma ställe som hon, så skulle hon nog avlägga bekännelse.

### Efterspel
Söndagen 4 juli uppgavs att Anna i Holta "förmedelst Satans ingivelse, hängt sig själv upp i fängelset och bragt sig om livet". Rätten beslöt 6 juli att hennes skuld var bevisad och att hennes döda kropp skulle brännas på bål som häxa och hennes egendom konfiskeras.